# Expédition de Moka

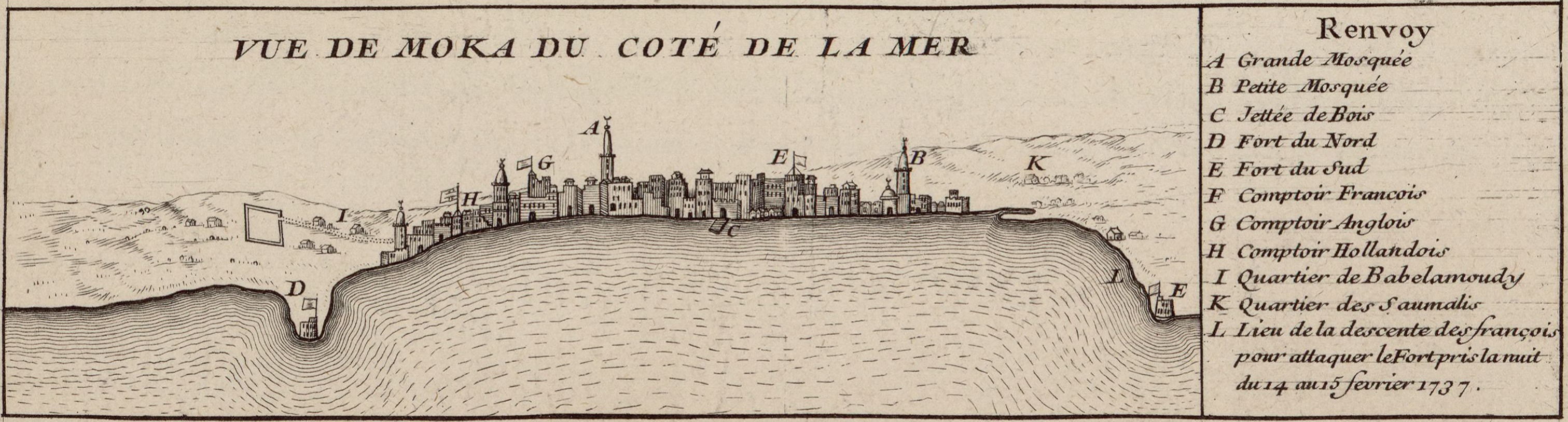
Le port de Moka en 1737, avec les différents comptoirs européens.

L'Expédition de Moka, qui a lieu sous trois formes différentes à plusieurs années d'intervalles durant le règne de Louis XIV, vise les richesses caféières de Moka (ou Mokha), une ville portuaire du Yémen, connue pour la qualité de ses cafés arabica.

## Historique
Le nom de Mokka devient célèbre en Europe aux XVIe et XVIIe siècles. Le premier café ouvre en 1554 à Constantinople. La passion pour le moka gagne Venise en 1615 et le premier café n'ouvre à Vienne (Autriche) qu'en 1640.
Récolté au Yémen, le café est à l'époque transporté par de petits bâtiments jusqu'à Djeddah où des navires turcs l'embarquent pour Suez et l'Égypte. La majorité des achats de café pour les pays européens se fait par l'intermédiaire des marchands vénitiens et marseillais. Cependant les Hollandais ont réussi à établir un comptoir à Moka, et, chaque année, un vaisseau hollandais vient y charger du café à destination de Batavia d'où il est rexpédié en Europe.

## Première expédition française

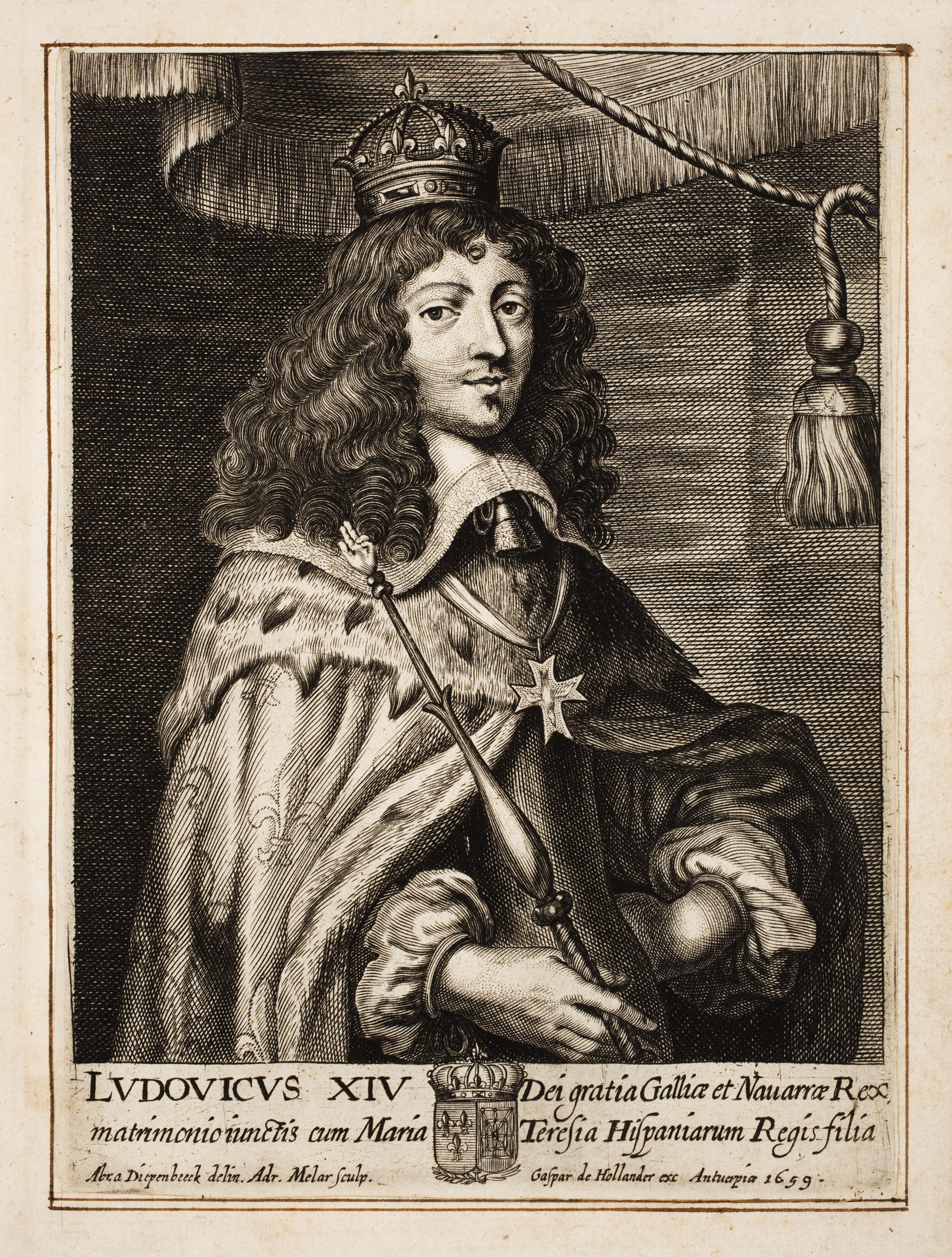
Gravure du Louis XIV

C'est vers cette destination qu'est organisée en 1708 une expédition de la Compagnie française des Indes orientales, au cours de la période où les corsaires malouins, alors au sommet de leur puissance, se prévalent de ses attributions pour ramener du café. Le roi Louis XIV a fortement subventionné la Compagnie française des Indes orientales et le café fait fureur à Paris et à la cour de Versailles malgré le dégoût personnel du roi pour cette boisson. Cela est dû en grande partie à l'ambassadeur ottoman Soliman Aga, qui a introduit la boisson auprès de la noblesse.
Parmi les corsaires de la première expédition se trouve le corsaire jacobite Phillip Walsh, dont les fils ont fondé la dynastie Walsh des Irlandais de Nantes. Le Curieux, dirigé par Phillip Walsh, et le Diligent appareillent de Brest le 6 janvier 1708. Leur première escale doit être Cadix où ils arrivent le 1er mars. Au cours de cette traversée, ils capturent deux navires britanniques qu'ils relâchent après leur avoir imposé une lourde rançon. L'escale de Cadix est mise à profit par les bâtiments français pour compléter leurs approvisionnements et pour se procurer des pièces d'or espagnoles frappées au Mexique.
La longue route pour Moka oblige à contourner l'Afrique. Quittant Cadix le 30 mars 1708, les vaisseaux français passent à la vue des îles Canaries et ne s'arrêtent que quelques jours à Saint-Vincent (îles du Cap-Vert) pour faire de l'eau.
L'expédition se rend dans la baie de Tadjourah et reçoit une lettre du Sultan Afar Mehemed ibn Deiny leur permettant de visiter son domaine en toute sécurité.
Il a déclaré ce qui suit
Dieu donne sa bénédiction à celui après lequel il n'y a aura plus de prophète, & à sa famille, ses amis, & la paix
L'écriture de cette lettre est de notre maître le Sultan Mehemed, fils de Sultan Deiny, que Dieu très haut conserve. Ainsi soit-il. Nous vous faisons savoir, ô Capitaine de navire, que vous avez sûreté & garantie entière dans ce port de Taghioura, pour faire de l'eau & du bois, car nous sommes obligés de vous en fournir, & nous vous donnerons un Raban pour vous introduire dans la ville où vous désirerez descendre. Si vous voulez aller au port de Zeila il est plus proche du lieu où vous êtes présentement
Nous sommes gens de bonne foi, & nous croyons en Dieu & en son prophète; car notre profession de foi est telle: Je témoigne qu'il n'y a point d'autre Dieu que Dieu, & que Mahomet est son prophète; Dieu lui donne sa bénédiction & le comble d'un grand nombre de saluts de paix, agréables & bénits jusqu'au jour de Jugement. Et louange à Dieu Seigneur des deux vies. Vous avez la sûreté de Dieu, & la sûreté du Sultan Mehemed, fils du Sultan Deiny; & le salut soit sur vous, la miséricorde de Dieu & les bénédictions
Les navires rentrent à Saint-Malo le 8 mai 1710 avec 1 300 milliers de café. En cours de route, ils ont rançonné deux navires anglais à la hauteur de Lisbonne, pris un navire hollandais de 36 canons, le Grand-Vainqueur-de-Middelelbourg, près de l'île de l'Ascension, et, au retour, un autre navire hollandais de 40 canons, l'Esquivic, dans les parages des îles Maldives.

## Deuxième expédition française
La  deuxième expédition de Moka est organisée trois ans plus tard par la « société Crozat », d'Antoine Crozat, qui fait de son côté partir de Saint-Malo en janvier 1711 deux vaisseaux, La Paix et Le Diligent.
Chargés de 1 600 milliers de café, ils rentrent à Saint-Malo en juin et juillet 1711, avec en  plus une prise hollandaise, le Beau-Parterre, et une anglaise, le Princesse. Une autre prise anglaise, la Reine-Anne, a été vendue aux Indes. Les Malouins, partis à deux navires, reviennent à quatre et bien chargés.
Cette expédition fait connaître à la cour, où Antoine Crozat était apprécié, le goût du café et son potentiel de culture à grande échelle. Il est décidé que les pentes de l'île de la Réunion, alors appelée l'île Bourbon et peuplée de seulement 734 habitants, sont adaptées pour répliquer les cultures de Moka existantes dans les montagnes du Yémen. Le roi demande donc à la troisième expédition de Moka, qui est déjà partie, de s'occuper de l'île Bourbon en y implantant la culture du café.

## Troisième expédition française
Les deux navires de cette troisième expédition, le Chasseur et la Paix, sont partis de Saint-Malo le 21 mars 1714 sous le commandement de Guillaume Dufresne d'Arsel. On lui envoie l'ordre royal par un autre bateau, L'Auguste de M. de la Boissière, qui part de Saint-Malo pour le Yémen le 27 juin 1715, le secrétaire d'État à la Marine, Jérôme Phélypeaux de Pontchartrain, souhaitant ainsi prouver au roi Louis XIV l'efficacité de la Marine. Entre-temps, le roi décède.
Au retour de Moka, Guillaume Dufresne d'Arsel prend possession au nom du roi de l'île Maurice appelée alors l'Île-de-France, le 20 septembre 1715. Fin septembre 1715, il est à la Réunion ; six plants de café Moka, offerts par le sultan du Yémen à la France, sont plantés à Saint-Paul. La compagnie des Indes organise la production, facilite l'achat de graines, construit des greniers et des routes, offre des concessions gratuites à tout colon de 15 à 60 ans à condition de planter et d'entretenir 100 plants de café. La troisième expédition est de retour à Saint-Malo en février 1716.
Le gouverneur de Bourbon Pierre-Benoît Dumas intensifie la culture du café et s'enthousiasme : « On ne peut rien voir de plus beau, écrit-il au ministre le 27 avril 1728, que les plantations de café qui se multiplient à l'infini. Cette île sera dans peu capable d'en fournir au-delà de la consommation du royaume. »
Le café fait la fortune de l'île de La Réunion : la « variété Bourbon » ou Bourbon pointu est jugée la meilleure. Il est cultivé en quantités commerciales à partir de 1721, lorsque commence l'importation massive d'esclaves: 1 500 supplémentaires par an. En 1704, l'île de La Réunion ne comptait que 734 habitants, en 1754, c'est 17 000. En 1735, l'exportation annuelle de café atteint 100 000 livres, puis elle passe à 2,5 millions de livres en 1744. L'île Bourbon est encore première productrice mondiale, malgré la concurrence de la Martinique où on commence à cultiver le café à partir de 1721. Après 1755, elle est balayée par la révolution du café de Saint-Domingue, la partie française de l'île contrôlant en 1789 la moitié de l'offre mondiale à elle seule, avec 77 millions de livres exportés dans l'année.

### Sources et bibliographie
- Michel Vergé-Franceschi (dir.), Dictionnaire d'Histoire maritime, éditions Robert Laffont, coll. « Bouquins », 2002, 1508 p. (ISBN 2-221-08751-8 et 2-221-09744-0)